# チュリュモフ (小惑星)
チュリュモフ (2627 Churyumov) は、小惑星帯の小惑星の一つ。
ニコライ・チェルヌイフがクリミア天体物理天文台で発見した。チュリュモフ・ゲラシメンコ彗星を発見したウクライナ人の天文学者クリム・イワノヴィッチ・チュリュモフに因んで名付けられた。